# Kalopanax-slægten
Kalopanax-slægten (Kalopanax) er en monotypisk planteslægt, der kun rummer den nedennævnte art fra Østasien.
| Arter |

- Kalopanax (Kalopanax septemlobus)